# Mychajlo Staryzkyj

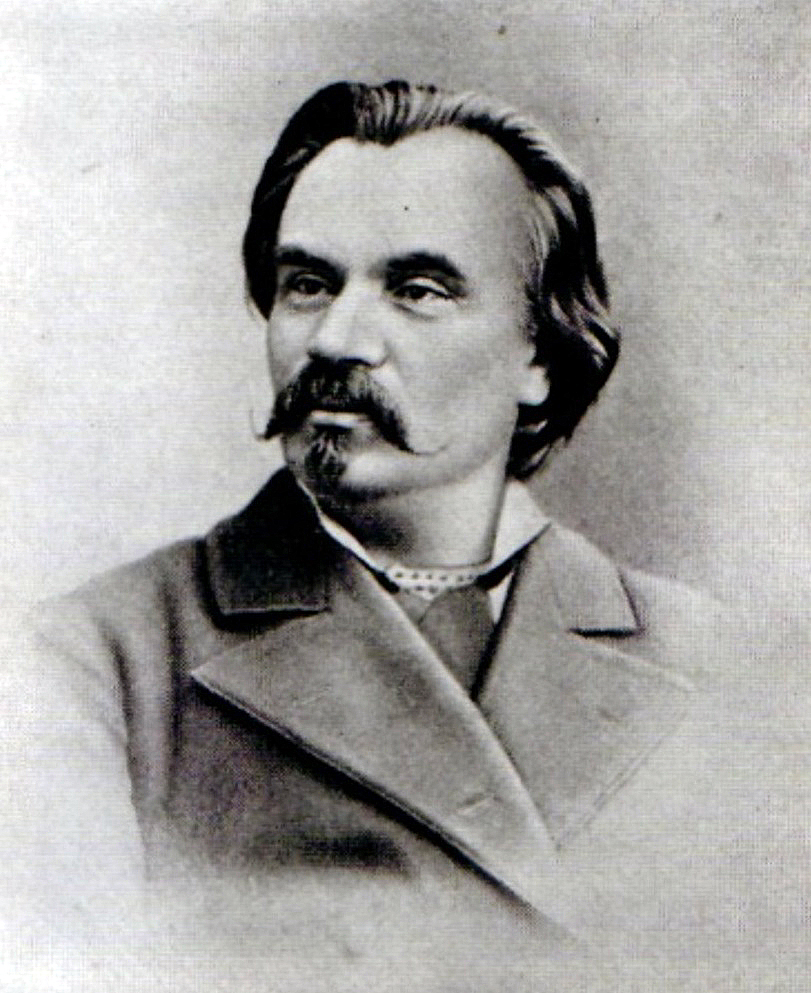
Mychajlo Staryzkyj

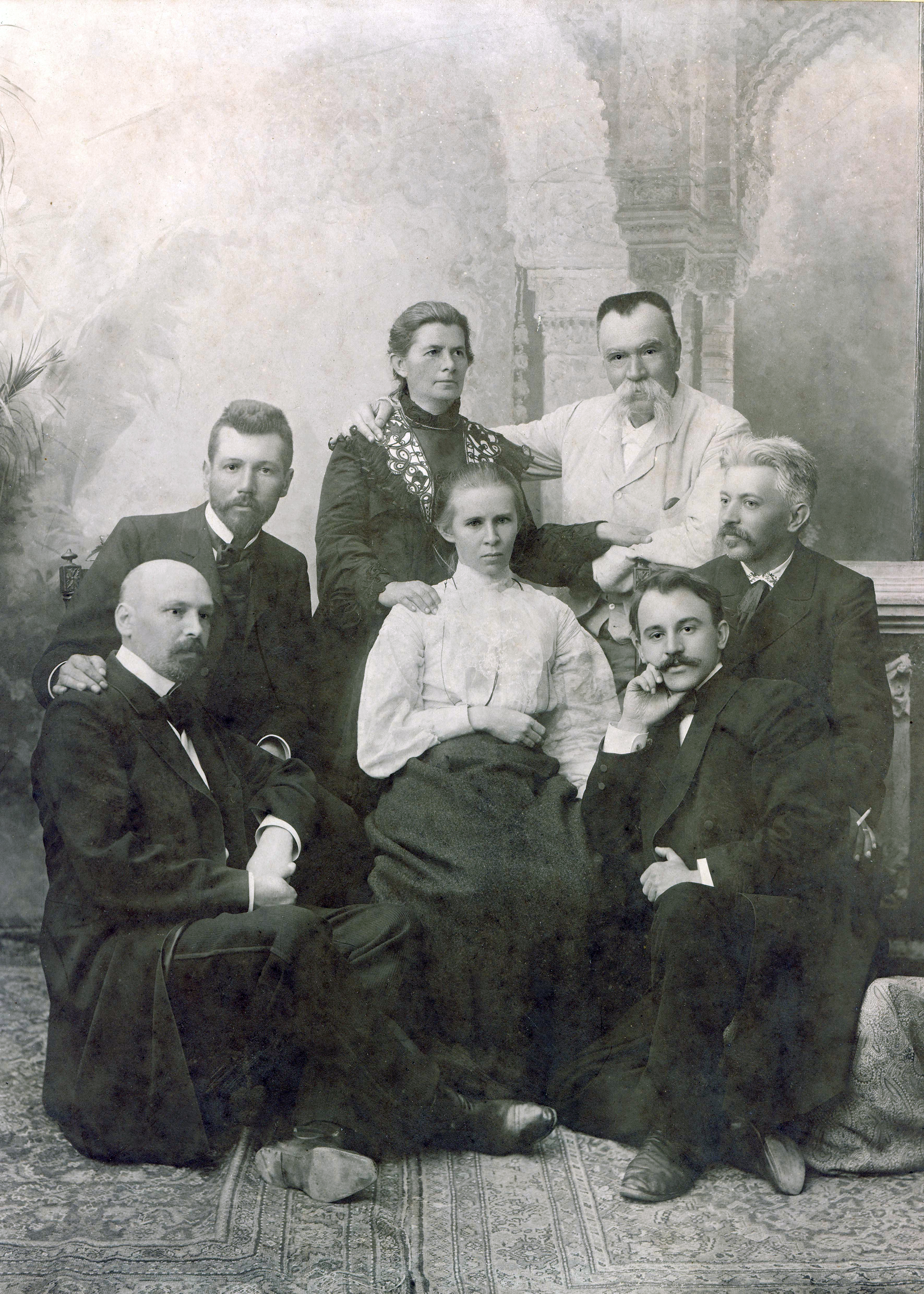
Gruppenbild bei Eröffnung eines Denkmals für Iwan Kotljarewskyj in Poltawa 1903. Von links nach rechts: Mychajlo Kozjubynskyj, Wassyl Stefanyk, Olena Ptschilka, Lessja Ukrajinka, Mychajlo Staryzkyj, Hnat Chotkewytsch, Wolodymyr Samijlenko

Mychajlo Petrowytsch Staryzkyj (ukrainisch Михайло Петрович Старицький; * 2. Dezemberjul. / 14. Dezember 1840greg. in Klischtschynzi, Gouvernement Poltawa, Russisches Kaiserreich; † 14. Apriljul. / 27. April 1904greg. in Kiew, Russisches Kaiserreich) war ein ukrainischer Kulturaktivist, Schriftsteller, Dichter und Dramatiker.

## Leben
Mychajlo Staryzkyj kam in einem Dorf in der heutigen ukrainischen Oblast Tscherkassy zur Welt. Nachdem er bereits im Kindesalter Waise wurde, übernahm sein Onkel, der Vater des Komponisten Mykola Lyssenko, seine Erziehung. Staryzkyj ging bis 1856 in Poltawa zur Schule, studierte zwischen 1856 und 1860 an der Universität Charkiw und von 1860 bis 1866 an der Kiewer Universität.
Von 1867 an arbeitete er zusammen mit Mykola Lyssenko in Kiew. Er sammelte und transkribierte Volkslieder, die er zusammen mit der Musik Lyssenkos veröffentlichte. Außerdem schrieb er Libretti zu vielen seiner Opern, darunter das der Oper Taras Bulba. Nach dem Emser Erlass musste er 1878 emigrieren und lebte bis 1880 im Ausland. Nachdem er wieder in der Ukraine war, betätigte er sich als Verleger und gründete 1883 zusammen mit Marko Kropywnyzkyj das erste professionelle ukrainische Theater. Zwischen 1885 und 1891 leitete er seine eigene Theatergruppe. 1895 beendete er seine Theatertätigkeit, um sich fortan ausschließlich der Literatur zu widmen. Er schrieb Dramen mit zum Teil melodramatischen, sozialen und historischen Themen. Bedeutend sind insbesondere seine historischen Dramen Bohdan Chmelnytskyi von 1897 und Marusja Bohuslawka (Маруся Богуславка) von 1899. Zudem schrieb er Lyrik und Erzählungen in russischer Sprache und übersetzte Werke von Shakespeare und Lord Byron ins ukrainische.
Mychajlo Staryzkyj starb in Kiew und wurde auf dem Baikowe-Friedhof beigesetzt.

## Familie
Staryzkyj war der Cousin des Komponisten Mykola Lyssenko und der Schwiegervater vom Schriftsteller Iwan Steschenko (1873–1918). Er heiratete Lyssenkos Schwester Sofia. Seine beiden Töchter und seine Enkelin wurden als Vertreterinnen der „hingerichteten Wiedergeburt“ (ukr. Розстріляне відродження) Opfer des stalinistischen Terrors:
- Ljudmyla Staryzka-Tschernjachiwska (1868–1941), Schriftstellerin, Tod während der Deportation
- Oksana Steschenko (1875–1942), Schriftstellerin, Tod im Gulag.
- Weronika Tschernjachiwska (Вероні́ка Олекса́ндрівна Черняхі́вська, 1900–1938) Dichterin, hingerichtet.